# Liste der Biografien/Kora
Liste der Biografien |
Portal Biografien |
Personensuche
# |
A |
B |
C |
D |
E |
F |
G |
H |
I |
J |
K |
L |
M |
N |
O |
P |
Q |
R |
S |
T |
U |
V |
W |
X |
Y |
Z |
?
 
Ka |
Kb |
Kc |
Kd |
Ke |
Kf |
Kg |
Kh |
Ki |
Kj |
Kl |
Km |
Kn |
Ko |
Kp |
Kr |
Ks |
Kt |
Ku |
Kv |
Kw |
Ky |
Kx |
Kz
 
Koa |
Kob |
Koc |
Kod |
Koe |
Kof |
Kog |
Koh |
Koi |
Koj |
Kok |
Kol |
Kom |
Kon |
Koo |
Kop |
Kor |
Kos |
Kot |
Kou |
Kov |
Kow |
Kox |
Koy |
Koz
 
Kora |
Korb |
Korc |
Kord |
Kore |
Korf |
Korg |
Korh |
Kori |
Korj |
Kork |
Korl |
Korm |
Korn |
Koro |
Korp |
Korr |
Kors |
Kort |
Koru |
Korv |
Korw |
Kory |
Korz
Die Liste der Biografien führt alle Personen auf, die in der deutschsprachigen Wikipedia einen Artikel haben. Dieses ist eine Teilliste mit 59 Einträgen von Personen, deren Namen mit den Buchstaben „Kora“ beginnt.

## Kora
- Kōra, Ayaka (* 2001), japanische Weitspringerin
- Kora, Bil Aka (* 1971), burkinischer Musiker
- Kōra, Bungo (1574–1646), japanischer Zimmermann, Architekt und Designer während der Edo-Zeit Japans
- Kōra, Kazutake (1921–2019), japanischer Naturwissenschaftler
- Kora, Salomé (* 1994), Schweizer LeichtathletinSalomé Kora (* 1994)

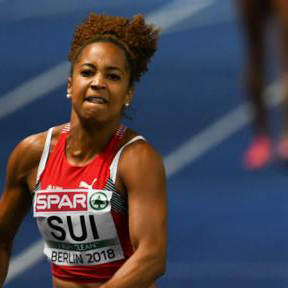
Salomé Kora (* 1994)

### Korab
- Korab, Jamie (* 1979), kanadischer Curler
- Korab, Jerry (* 1948), kanadischer Eishockeyspieler
- Korab, Karl (* 1937), österreichischer bildender Künstler
- Korab, Nikolaus (* 1963), österreichischer Fotokünstler
- Korabau, Dsmitryj (* 1989), belarussischer Eishockeyspieler
- Korabeinikow, Andrei (* 1987), kasachischer Eishockeyspieler
- Korabinsky, Johann Matthias (1740–1811), Lehrer, Topograph und Schriftsteller
- Korabliov, Aleksandr (* 1977), litauischer Schachspieler
- Korabow, Nikola (1928–2016), bulgarischer Filmregisseur, Drehbuchautor und Schauspieler

### Korac
- Korać, Radivoj (1938–1969), jugoslawischer Basketballspieler
- Korac, Seid (* 2001), luxemburgischer Fußballspieler
- Korach, Alfred (1893–1979), deutsch-amerikanischer Arzt im Öffentlichen Gesundheitsdienst
- Korach, Siegfried (1855–1943), deutscher Arzt

### Korad
- Korada, Mrudula (* 1987), indische Sprinterin
- Korade, Ivan (1964–2008), kroatischer General

### Korai
- Koraichi, Rachid (* 1947), algerischer Maler und Illustrator
- Korais, Adamantios (1748–1833), griechisch-französischer Gelehrter und Schriftsteller

### Korak
- Korak, Wilhelm (* 1974), österreichischer Politiker (BZÖ), Landtagsabgeordneter
- Korakaki, Anna (* 1996), griechische Sportschützin

### Koral
- Koral, Füreya (1910–1997), türkische Keramikkünstlerin
- Koral, Tom (* 1983), US-amerikanischer Pokerspieler
- Koralek, Jenny (1934–2017), britische Schriftstellerin von Kinder- und Jugendbüchern
- Koralek, Paul (1933–2020), britischer Architekt
- Koraleski, John J. (* 1951), amerikanischer Eisenbahnmanager
- Koralewska, Julia (* 2002), polnische Leichtathletin
- Kořalka, Jiří (1931–2015), tschechischer Historiker
- Korall, Harald (1932–2017), deutscher Lektor, Gerichtsreporter, Redakteur, Herausgeber, Schriftsteller und Drehbuchautor
- Korall, Wolfgang (* 1949), deutscher Fotograf
- Korallus, Eduard (1861–1945), deutscher evangelischer Pfarrer
- Koralnik, Pierre (* 1937), Schweizer FilmregisseurPierre Koralnik (* 1937)

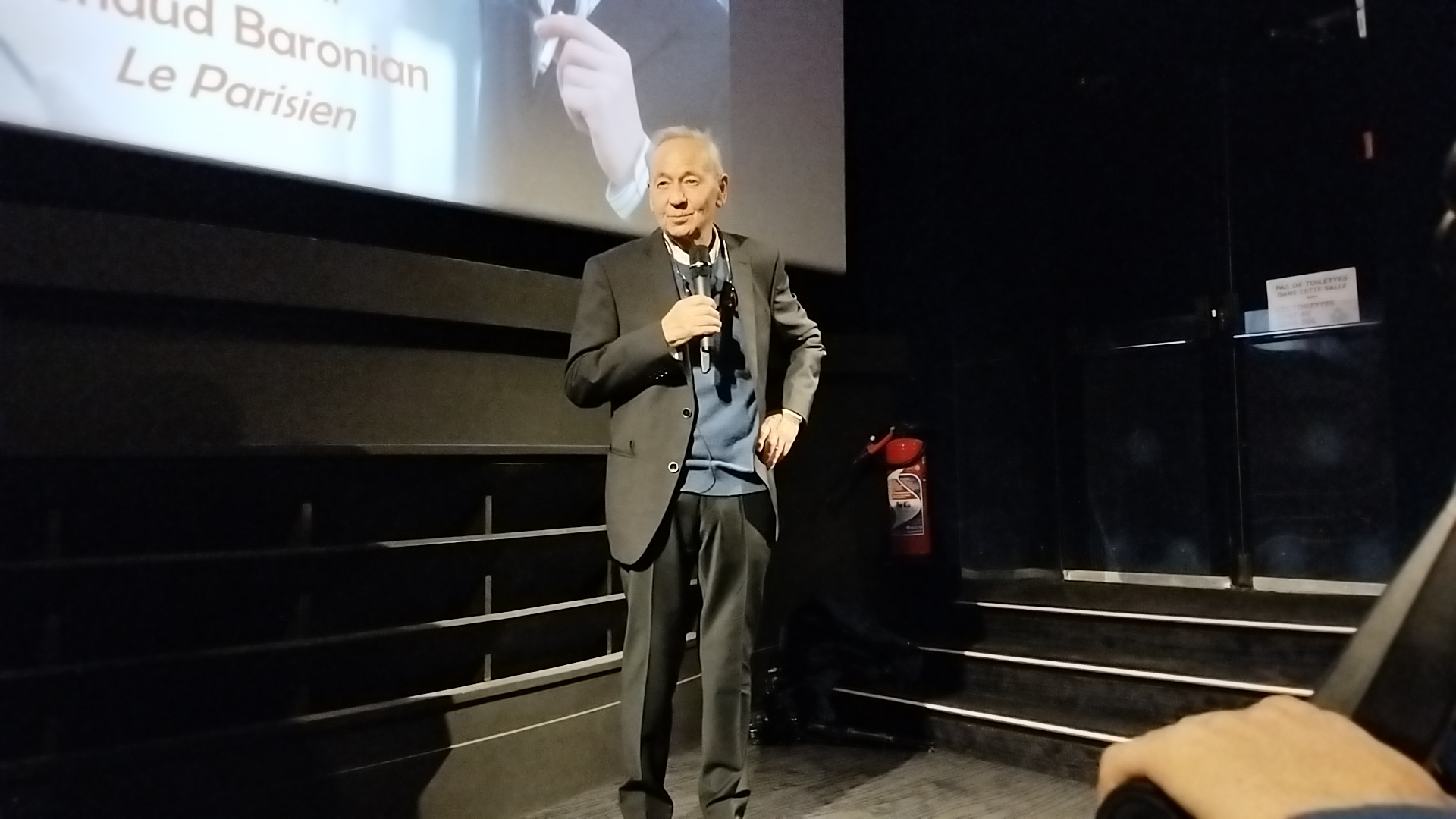
Pierre Koralnik (* 1937)

- Koraltan, Refik (1890–1974), türkischer Beamter, Politiker
- Koraltürk, Berna (* 1989), türkische Schauspielerin
- Koraltürk, Müjgan (* 1985), türkische Schauspielerin
- Koralus, Paul (1892–1991), deutscher Maler, Grafiker und Bildhauer

### Koran
- Koranda von Pilsen, Václav († 1519), utraquistischer Geistlicher und Administrator, Rektor der Karlsuniversität
- Koranda, Josef (1933–2013), deutscher Kunstpädagoge, Schuldrucker und Kalligraf
- Koranda, Miroslav (1934–2008), tschechoslowakischer Ruderer
- Koranda, Václav († 1453), radikaler hussitischer Geistlicher
- Korander, Marjo (* 1981), finnische Skilangläuferin
- Koransky, Walther (1889–1963), deutscher Jurist und Politiker (parteilos)
- Korányi, Balázs (* 1974), ungarischer Hürdenläufer
- Koranyi, Désiré (1914–1981), französischer Fußballspieler und -trainer
- Korányi, Frigyes (1828–1913), ungarischer Internist
- Korányi, Frigyes (1869–1935), ungarischer Diplomat und Politiker
- Korányi, Lajos (1907–1981), ungarischer Fußballspieler
- Korányi, Sándor (1866–1944), ungarischer Mediziner
- Koranyi, Stephan (1956–2021), deutscher Herausgeber, Lektor und Autor

### Korap
- Korap, Alessandra (* 1985), brasilianisch-munduruku-indigene Anführerin und Umweltaktivistin

### Koras
- Koraschwili, Oleksandra (* 1996), ukrainische Tennisspielerin
- Korastylew, Sergei Leonidowitsch (* 1989), russischer Biathlet

### Korav
- Koravit Namwiset (* 1986), thailändischer Fußballspieler

### Koraw
- Korawich Tasa (* 2000), thailändischer Fußballspieler

### Korax
- Korax, Rhetor

### Koray
- Koray, Erkin (1941–2023), türkischer Sänger